# Xestia faroulti
Xestia faroulti är en fjärilsart som beskrevs av Rothschild 1920. Xestia faroulti ingår i släktet Xestia och familjen nattflyn. Inga underarter finns listade i Catalogue of Life.